# Joseph Führer
Joseph Führer (* 20. Januar 1858 in München; † 8. Februar 1903 in Bamberg) war ein deutscher Christlicher Archäologe, Gymnasiallehrer und Professor am Lyzeum in Bamberg.
Führer studierte ab 1877 Klassische Philologie an der Universität München. 1882 legte er das Gymnasial-Lehrerexamen ab. Ab 1883 war er Lehrer am Gymnasium Freising. 1889 wurde er in Erlangen promoviert. Ab 1890 unterrichtete er am Wilhelmsgymnasium München. 1891–92 erhielt er das Reisestipendium des Deutschen Archäologischen Instituts. In dieser Zeit kam er zum ersten Mal nach Sizilien und begann dort mit der Erforschung der frühchristlichen Katakomben der Insel, u. a. in Syrakus, was zu seiner Lebensaufgabe werden sollte. Unterstützung fand er bei dem Archäologen Paolo Orsi. 1894 wechselte er an das Ludwigsgymnasium in München. 1894–95 war er wieder auf Sizilien mit einem bayerischen Staatsstipendium. Ab 1897 lehrte er als Professor für Geschichte und Philologie am Königlichen Lyzeum in Dillingen, ab 1898 am Königlichen Lyzeum in Bamberg. 1899 wurde ihm in Anerkennung seiner Forschungen in Sizilien der Orden der Krone von Italien verliehen. 1899–1900 konnte er seine Arbeiten in Sizilien mit finanzieller Unterstützung des DAI fortsetzen. Führers Forschungen bilden bis heute die Grundlage der wissenschaftlichen Beschäftigung mit den Katakomben Siziliens. Er schädigte seine Gesundheit durch die lange Arbeit in den unterirdischen Räumen und starb früh. Victor Schultze publizierte die Ergebnisse seiner Forschungen postum 1907.

## Veröffentlichungen
- Ein Beitrag zur Lösung der Felicitas-Frage, Freising / Leipzig 1890 (= Dissertation).
- Forschungen zur Sicilia Sotterranea, München 1897.
- mit Victor Schultze, Die altchristlichen Grabstätten Siziliens, Berlin 1907, (Digitalisat).